# Gabriele Galasso
Gabriele Galasso (1967 ) es un naturalista, conservador, y botánico italiano .
Participa en sistemática y taxonomía de la familia Poaceae. Publica habitualmente en Atti della Società Italiana di Scienze Naturali e del Museo Civico di Storia Naturale di Milano.
Es conservador del Museo de Historia Natural de Milán. Ha llevado a cabo investigaciones y estudios sobre la flora nativa y exótica milanesa y lombarda. Se dedica a la revisión de los nombres de las plantas de la flora italiana, ocupándose en la actualidad con la sistemática del género Polygonum de Alliaceae.

## Algunas publicaciones

### Libros
- 2009. Molecular Phylogeny of Polygonum L. S.l. (Polygonoideae, Polygonaceae), Focusing on European Taxa: Preliminary Results and Systematic Considerations Based on RbcL Plastidial Sequence Data. Atti della Società italiana di scienze naturali e del Museo civico di storia naturale di Milano 150 (1): 1-148 pp.

- La abreviatura «Galasso» se emplea para indicar a Gabriele Galasso como autoridad en la descripción y clasificación científica de los vegetales.[1]